# Högs socken, Hälsingland
Högs socken i Hälsingland ingår sedan 1971 i Hudiksvalls kommun och motsvarar från 2016 Högs distrikt.
Socknens areal är 81,10 kvadratkilometer, varav 79,20 land. År 2000 fanns här 598 invånare. Tätorten Edsta samt kyrkbyn Högs kyrkby med sockenkyrkan Högs kyrka ligger i socknen. 

## Administrativ historik
Högs socken har medeltida ursprung. 
Vid kommunreformen 1862 övergick socknens ansvar för de kyrkliga frågorna till Högs församling och för de borgerliga frågorna bildades Högs landskommun. Landskommunen inkorporerades 1952 i Forsa landskommun som 1971 uppgick i Hudiksvalls kommun. Församlingen uppgick 2006 i Forsa-Högs församling.
1 januari 2016 inrättades distriktet Hög, med samma omfattning som församlingen hade 1999/2000.  
Socknen har tillhört fögderier, tingslag och domsagor enligt vad som beskrivs i artikeln Hälsingland. De indelta båtsmännen tillhörde Första Norrlands förstadels båtsmanskompani.

## Geografi
Högs socken ligger nordväst om Hudiksvall och sydost om Norra Dellen. Socknen har odlingsbygd och slättland i söder och kuperad skogsbygd i norr vars höjder når 328 meter över havet.
I norr finns ett fäbodområde och vars nordpunkt ligger i höjd med fäboden Granås. I norr ligger även socknens sjöar, varav Bromsvallssjön (63,9 m ö.h.) är den största. Nordost om sjön reser sig Bromsvallsberget med ett naturreservat. Norr om berget ligger en fornborg, på vilken "tresockenmötet" Hög - Ilsbo - Hälsingtuna ligger.
Den största byn i söder är Gåcksäter. Längst i söder ligger Uvberget med "tresockenmötet" Hög - Forsa - Hälsingtuna.
I öster gränsar socknen till Hälsingtuna socken, i norr ligger Ilsbo socken, i nordväst ligger Norrbo socken och i väster gränsar socknen till Forsa socken.

## Historik

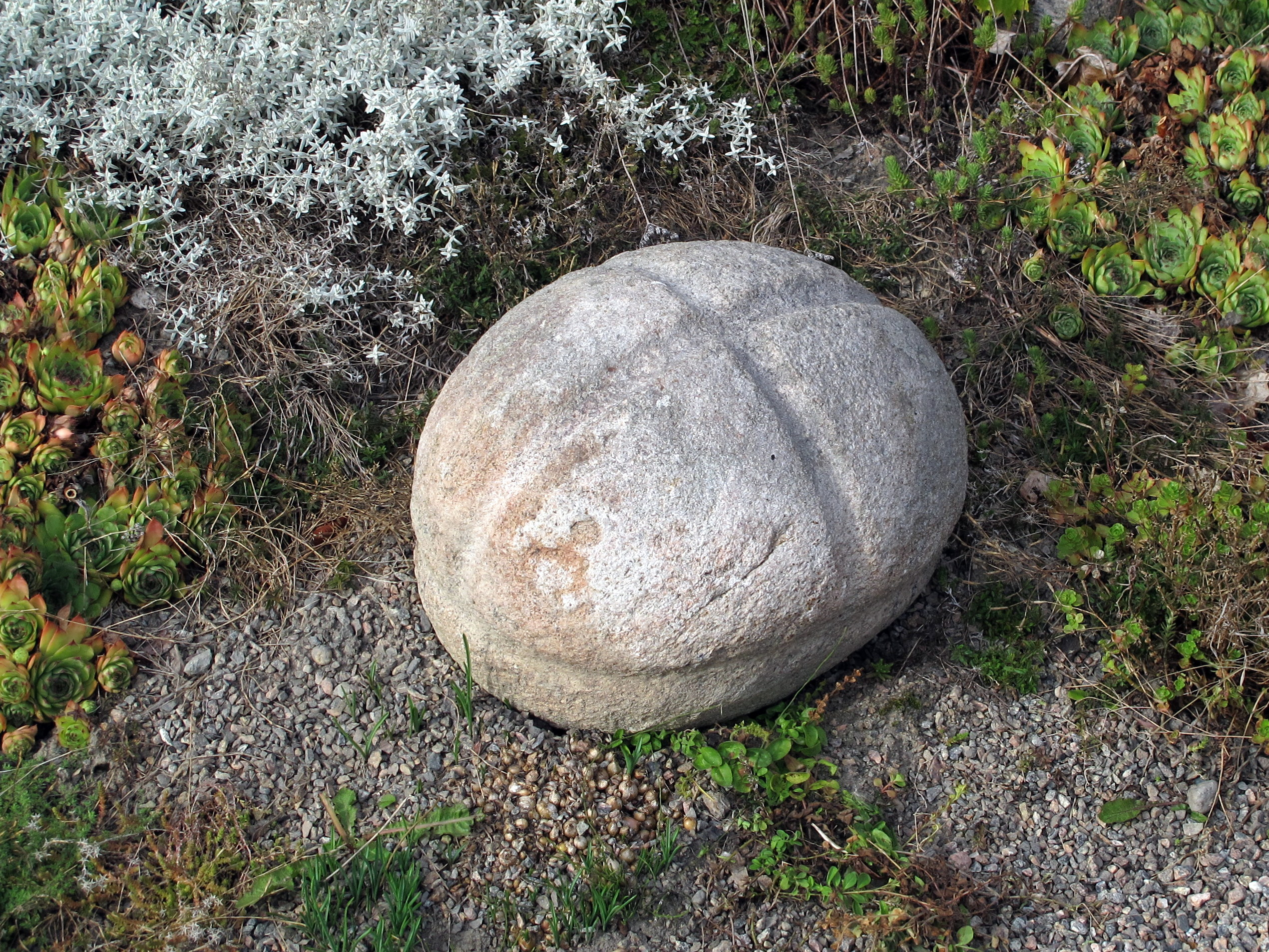
Gravklot vid Högs kyrka.

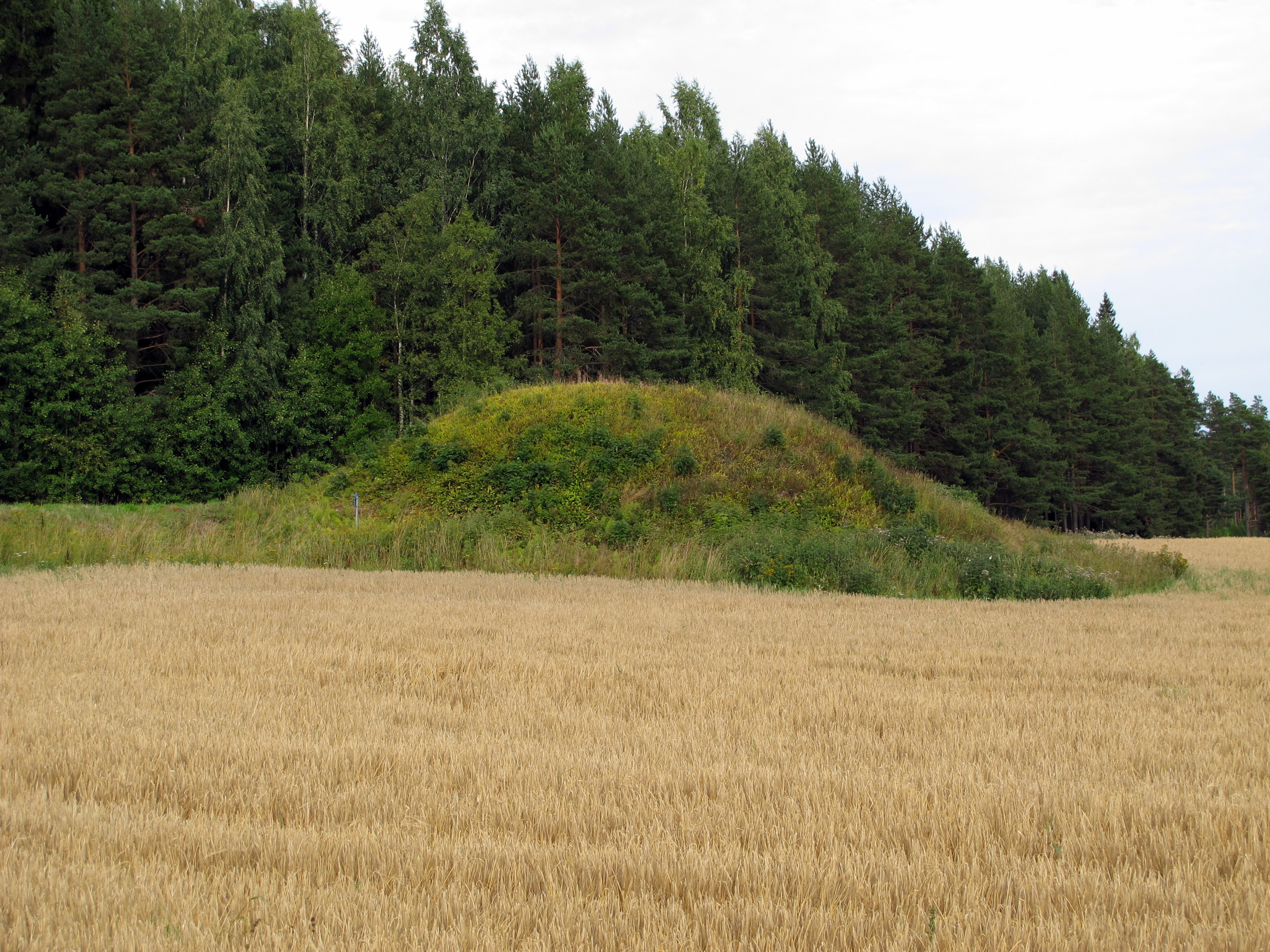
Gravhög nära kyrkan.

Från järnåldern finns cirka 20 gravfält och gravhögar. Inom området finns även tolv så kallade husgrundsterrasser.
Vid Kungsgården har man i några storhögar funnit tre större fynd från 200-talet e.Kr. Det rör sig bland annat om romerska importföremål.
Vid Högs kyrka finns tre ornerade gravklot, som ursprungligen har flyttats hit från högarna i socknen. Vid kyrkan finns även två runstenar från vikingatiden.
År 1929 hade socknen 1028 hektar åker och 5482 hektar skogs- och hagmark.

## Namnet
Namnet (1314 Högh) kommer troligen från en medeltida tingsplats. Namnets hög syftar på järnåldershögen, Kungshögen.

## Befolkningsutveckling
| Befolkningsutvecklingen i Högs socken, Hälsingland 1750–1990                                             | Befolkningsutvecklingen i Högs socken, Hälsingland 1750–1990 | Befolkningsutvecklingen i Högs socken, Hälsingland 1750–1990 | Befolkningsutvecklingen i Högs socken, Hälsingland 1750–1990 | Befolkningsutvecklingen i Högs socken, Hälsingland 1750–1990 |
| --- | ------------------------------------------------------------ | ------------------------------------------------------------ | ------------------------------------------------------------ | ------------------------------------------------------------ |
| |                                                              |                                                              |                                                              |                                                              |
| År |                                                              |                                                              | Folkmängd                                                    |                                                              |
| 1750 | 1750                                                         |                                                              | 434                                                          |                                                              |
| 1760 | 1760                                                         |                                                              | 449                                                          |                                                              |
| 1769 | 1769                                                         |                                                              | 480                                                          |                                                              |
| 1780 | 1780                                                         |                                                              | 489                                                          |                                                              |
| 1790 | 1790                                                         |                                                              | 472                                                          |                                                              |
| 1800 | 1800                                                         |                                                              | 503                                                          |                                                              |
| 1810 | 1810                                                         |                                                              | 528                                                          |                                                              |
| 1820 | 1820                                                         |                                                              | 549                                                          |                                                              |
| 1830 | 1830                                                         |                                                              | 564                                                          |                                                              |
| 1840 | 1840                                                         |                                                              | 569                                                          |                                                              |
| 1850 | 1850                                                         |                                                              | 606                                                          |                                                              |
| 1860 | 1860                                                         |                                                              | 583                                                          |                                                              |
| 1870 | 1870                                                         |                                                              | 582                                                          |                                                              |
| 1880 | 1880                                                         |                                                              | 627                                                          |                                                              |
| 1890 | 1890                                                         |                                                              | 712                                                          |                                                              |
| 1900 | 1900                                                         |                                                              | 702                                                          |                                                              |
| 1910 | 1910                                                         |                                                              | 674                                                          |                                                              |
| 1920 | 1920                                                         |                                                              | 736                                                          |                                                              |
| 1930 | 1930                                                         |                                                              | 747                                                          |                                                              |
| 1940 | 1940                                                         |                                                              | 689                                                          |                                                              |
| 1950 | 1950                                                         |                                                              | 671                                                          |                                                              |
| 1960 | 1960                                                         |                                                              | 571                                                          |                                                              |
| 1970 | 1970                                                         |                                                              | 481                                                          |                                                              |
| 1980 | 1980                                                         |                                                              | 539                                                          |                                                              |
| 1990 | 1990                                                         |                                                              | 624                                                          |                                                              |
| Anm: Källor: Umeå universitet - Tabellverket 1749-1859, Demografiska databasen, CEDAR, Umeå universitet. |                                                              |                                                              |                                                              |                                                              |